# Ammothella vanninii
Ammothella vanninii is een zeespin uit de familie Ammotheidae. De soort behoort tot het geslacht Ammothella. Ammothella vanninii werd in 1982 voor het eerst wetenschappelijk beschreven door Stock. 